# 點鰭鮨
點鰭鮨，為輻鰭魚綱鱸形目鱸亞目鮨科鮨屬的其中一種，分布於東大西洋的西非海域，為底棲性魚類，屬肉食性，生活習性不明。

## 擴展閱讀
維基物種上的相關：點鰭鮨